# 트로크미족
트로크미이족(Trocmii) 또는 트로크미족(Trocmi)은 기원전 3세기 초에 마케도니아 왕국에서 소아시아로 이주한 갈리아인 무리의 일부일 가능성이 있는 톨리스토보기이족과 텍토사게스족과 함께 소아시아 중부의 갈라티아의 옛 세 부족 중 하나이다. 세 개 부족 모두 기원전 189년에 올림푸스산 전투와 마가바산 전투에서 로마의 집정관 그나이우스 마닐루스 불소에게 패했다.